# محمد بن العباس الخوارزمي
محمد بن العباس الخوارزمي (323 - 383 هـ / 935 - 993م) أديب وشاعر وهو غير الخوارزمي الآخر المشهور.
يكنى بأبي بكرو هو من أئمة الكُتاب، وأحد الشعراء العلماء. كان ثقة في اللغة ومعرفة الأنساب. وهو صاحب «الرسائل» المعروفة برسائل الخوارزمي. وله (ديوان شعر).

## مولده ونشأته
ولد ونشأ في خوارزم ورحل في صباه إلى بعض البلدان، فدخل سجستان، ومدح واليها طاهر بن محمد، ثم هجاه، فحبسه. وانطلق فتابع رحلته، وأقام في دمشق مدة، ثم سكن في نواحي حلب.
انتقل إلى نيسابور فاستوطنها واتصل بالصاحب بن عباد، وتوفي بها. وكانت بينه وبين البديع الهمذاني محاورات وعجائب. ورد في كتاب “وفيات الأعيان” لابن خلكان في ترجمته لابي بكر الخوارزمي:
“أبو بكر محمد بن العباس الخوارزمي الشاعر المشهور، ويقال له الطبرخزي أيضا لأن أباه من خوارزم وأمه من طبرستان فركب له من الاسمين نسبة، كذا ذكره السمعاني، وهو ابن أخت أبي جعفر بن جرير الطبري صاحب التاريخ"
ولد أبو بكر بكر بخوارزم

## مؤلفاته
- مفيد العلوم ومبيد الهموم
- الأمثال المولدة
- رسائل الخوارزمي
- ديوان شعر

## منافساته مع الهمذاني
تعرض في أواخر أيامه لمنافسة بديع الزمان الهمذاني وناله من جراء ذلك أذى كبير، وخصوصاً في المناظرة المشهورة. ما قاله النقاد: يقول عمر فروخ: أبو بكر الخوارزمي أديب شاعر ناثر، لقد كان إماماً في اللغة عالماً بأشعار العرب عارفاً بأنسابها وأخبارها كثير الحفظ للأشعار. سلم القليل من شعره من الضياع وهو أقرب إلى شعر الكتاب منه إلى شعر الشعراء المطبوعين: إنه حسن المعاني قوي السبك صافي الأسلوب ولكنه قليل الرونق والطلاوة. وأما نثره فكان ترسلاً وكان أسمى طبقة من شعره، ومع جودة رسائله فإننا نرى عليها شيئاً من الحفاف والجفاء إذا قيست برسائل بديع الزمان الهمذاني. وأبو بكر يتكلف الصناعة في رسائله، ولكنه يصيبها في أحيانٍ كثيرة. ويقصد إلى الفكاهة والتهكم فيجيدهما حيناً.

## روابط خارجية
- محمد بن العباس الخوارزمي على موقع الموسوعة البريطانية (الإنجليزية)